# JaKarr Sampson
JaKarr Jordan Sampson (Cleveland, 20 marzo 1993) è un cestista statunitense con cittadinanza bahreinita.

## Statistiche

### NCAA
| Anno      | Squadra             | PG | PT | MP   | TC%  | 3P%  | TL%  | RP  | AP  | PRP | SP  | PP   |
| --------- | ------------------- | -- | -- | ---- | ---- | ---- | ---- | --- | --- | --- | --- | ---- |
| 2012-2013 | St. John's R. Storm | 33 | 33 | 31,5 | 44,9 | 0,0  | 64,0 | 6,6 | 1,1 | 1,1 | 1,1 | 14,9 |
| 2013-2014 | St. John's R. Storm | 33 | 32 | 29,0 | 49,5 | 20,0 | 56,5 | 6,1 | 1,2 | 0,6 | 1,0 | 12,8 |
| Carriera  | Carriera            | 66 | 65 | 30,3 | 46,9 | 7,7  | 60,7 | 6,4 | 1,1 | 0,9 | 1,0 | 13,9 |

#### Massimi in carriera
- Massimo di punti: 23 vs Butler (18 febbraio 2014)[1]
- Massimo di rimbalzi: 17 vs New Jersey Tech (1º dicembre 2012)
- Massimo di assist: 4 vs Seton Hall (13 febbraio 2014)
- Massimo di palle rubate: 4 vs Marquette (9 marzo 2013)
- Massimo di stoppate: 4 (2 volte)
- Massimo di minuti giocati: 46 vs Providence (16 gennaio 2014)

### NBA

#### Regular Season
| Anno      | Squadra            | PG  | PT | MP   | TC%  | 3P%  | TL%  | RP  | AP  | PRP | SP  | PP   |
| --------- | ------------------ | --- | -- | ---- | ---- | ---- | ---- | --- | --- | --- | --- | ---- |
| 2014-2015 | Philadelphia 76ers | 74  | 32 | 15,3 | 42,2 | 24,4 | 67,0 | 2,2 | 1,0 | 0,5 | 0,4 | 5,2  |
| 2015-2016 | Philadelphia 76ers | 47  | 18 | 14,7 | 42,6 | 17,6 | 63,9 | 2,7 | 0,6 | 0,2 | 0,3 | 5,1  |
| 2015-2016 | Denver Nuggets     | 26  | 22 | 18,0 | 47,0 | 27,6 | 72,0 | 2,3 | 0,6 | 0,5 | 0,7 | 5,2  |
| 2017-2018 | Sacramento Kings   | 22  | 6  | 15,6 | 54,3 | 50,0 | 62,5 | 3,5 | 0,4 | 0,4 | 1,0 | 4,7  |
| 2018-2019 | Chicago Bulls      | 4   | 0  | 31,8 | 53,7 | 35,7 | 81,0 | 8,0 | 1,0 | 1,0 | 0,8 | 20,0 |
| 2019-2020 | Indiana Pacers     | 34  | 12 | 13,9 | 59,1 | 15,4 | 66,7 | 2,6 | 0,6 | 0,5 | 0,4 | 4,6  |
| 2020-2021 | Indiana Pacers     | 29  | 4  | 10,9 | 49,6 | 20,0 | 65,5 | 2,7 | 0,1 | 0,1 | 0,5 | 4,6  |
| Carriera  | Carriera           | 236 | 94 | 15,0 | 47,1 | 24,8 | 67,0 | 2,7 | 0,7 | 0,4 | 0,5 | 5,2  |

#### Play-off
| Anno     | Squadra        | PG | PT | MP   | TC%  | 3P% | TL% | RP  | AP  | PRP | SP  | PP  |
| -------- | -------------- | -- | -- | ---- | ---- | --- | --- | --- | --- | --- | --- | --- |
| 2020     | Indiana Pacers | 4  | 0  | 12,5 | 62,5 | -   | -   | 3,3 | 1,0 | 0,5 | 0,0 | 5,0 |
| Carriera | Carriera       | 4  | 0  | 12,5 | 62,5 | -   | -   | 3,3 | 1,0 | 0,5 | 0,0 | 5,0 |

#### Massimi in carriera
- Massimo di punti: 29 vs Philadelphia 76ers (6 aprile 2019)[2]
- Massimo di rimbalzi: 16 vs Cleveland Cavaliers (6 dicembre 2017)
- Massimo di assist: 6 vs Miami Heat (15 aprile 2015)
- Massimo di palle rubate: 3 (3 volte)
- Massimo di stoppate: 4 (2 volte)
- Massimo di minuti giocati: 35 (2 volte)

### G League
| Anno      | Squadra          | PG  | PT | MP   | TC%  | 3P%  | TL%  | RP   | AP  | PRP | SP  | PP   |
| --------- | ---------------- | --- | -- | ---- | ---- | ---- | ---- | ---- | --- | --- | --- | ---- |
| 2014-2015 | Delaware 87ers   | 2   | 2  | 31,7 | 36,7 | 25,0 | 66,7 | 4,5  | 1,5 | 1,0 | 1,0 | 15,0 |
| 2016-2017 | Iowa Energy      | 47  | 22 | 25,6 | 48,9 | 28,7 | 68,8 | 5,9  | 1,3 | 0,9 | 0,8 | 15,1 |
| 2017-2018 | Reno Bighorns    | 35  | 33 | 28,7 | 50,8 | 28,9 | 77,0 | 7,1  | 0,9 | 1,1 | 0,9 | 17,9 |
| 2018-2019 | Windy City Bulls | 24  | 23 | 30,2 | 53,9 | 29,9 | 76,7 | 9,1  | 2,0 | 0,6 | 1,2 | 21,1 |
| 2019-2020 | F.W. Mad Ants    | 1   | 1  | 29,2 | 55,6 | 0,0  | 100  | 11,0 | 2,0 | 0,0 | 3,0 | 24,0 |
| Carriera  | Carriera         | 109 | 81 | 27,8 | 50,6 | 28,9 | 73,2 | 7,0  | 1,4 | 0,9 | 0,9 | 17,4 |

## Palmarès

### Competizioni internazionali
- Eurocup: 1

Virtus Bologna: 2021-22